# Collinias dolabratus
Collinias dolabratus är en tvåvingeart som beskrevs av Skevington 2006. Collinias dolabratus ingår i släktet Collinias och familjen ögonflugor.
Artens utbredningsområde är Fiji. Inga underarter finns listade i Catalogue of Life.